# 클루리스
《클루리스》(영어: Clueless)는 1995년 개봉한 미국의 성장 청춘 코미디 영화이다. 에이미 헤컬링이 감독과 각본을 맡았다. 1990년대 미국 베벌리힐스가 배경이며, 헤컬링은 제인 오스틴의 소설 《엠마》를 어느 정도 원작으로 삼았다고 밝혔다.
개봉 후 북미에서 5,600만 달러의 흥행 수익을 냈다. 비평면에서도 대체로 호평을 받았으며, 역대 최고의 십대 영화 중 하나로 꼽히고 있다. 주인공 셰어 역을 맡은 얼리샤 실버스톤을 스타덤에 올린 작품으로 유명하며, 폴 러드의 데뷔작, 브리트니 머피의 초기작으로도 알려져 있다.
영화의 성공 이후 레이철 블랜처드가 주인공 셰어 역으로 출연한 스핀 오프 텔레비전 시트콤과 다양한 서적이 나왔다. 또한 음악과 뮤직 비디오 등 여러 창작물들에서도 차용할 정도로 1990년대 미국을 대표하는 십대 영화 중 하나가 되었다.

## 줄거리
베벌리힐스 브론슨 올컷 고등학교에 다니는 셰어는 아기 때 어머니가 지방흡입술을 받다가 돌아가신 이후 무뚝뚝한 변호사 아버지 멜과 단 둘이 살고 있다. 셰어는 학교의 인기인이며, 역시 많은 관심을 받는 부잣집 딸 디온과 절친이다. 디온은 학교의 중심 인물 머리와 오래 교제 중이지만 셰어는 연애를 해본 적이 없다.
멜이 단 몇 주 결혼 생활을 유지했던 전 아내 소생의 의붓 아들 조시가 대학 방학을 맞아 방문한다. 셰어는 사회적 감수성이 풍부한 조시의 이상론을 비꼬고, 조시는 피상에만 집착하는 셰어의 얄팍한 허영을 지적한다.
수업에서 낮은 성적을 받은 셰어는 점수를 짜게 주는 교사 홀을 다른 교사 가이스트와 맺어주기로 한다. 연애를 하면서 홀이 좀 느긋해지면 성적도 너그럽게 매기게 될테니 그때 성적을 올려달라고 말해보겠다는 계산이다.
그러나 실제로 교사 커플이 성사되면서 타인을 위한 선행이 주는 뜻밖의 기쁨을 알게 된 셰어는 "답이 없는(clueless)" 전학생 타이를 단장 시키는 걸 다음 프로젝트로 삼는다. 타이의 외양을 완전히 변모시킨 셰어는 타이를 다정하지만 칠칠맞지 못한 슬래커 트래비스 대신 잘생기고 인기 있는 엘턴과 맺어주고자 한다. 하지만 엘턴은 타이에게 관심을 보이지 않고 오히려 셰어에게 억지로 애무를 시도한다. 셰어가 이를 물리치자 엘턴이 셰어를 길에 버리고 가는 바람에 셰어는 권총 강도를 당한다. 조시가 셰어를 데리러 오면서 셰어는 조시에게 마음을 열기 시작한다.
유행에 민감한 크리스천이 전학 오자 셰어는 크리스천을 자신의 남자친구로 만들고자 하고 조시는 이를 질투한다. 그러나 크리스천은 셰어의 유혹을 피한다. 머리는 나중에 크리스천이 게이라는 사실을 넌지시 알려준다.
셰어는 운전면허 시험에 떨어져 좌절한다. 엎친 데 덮친 격으로 인기를 끌게 된 타이가 조시와 잘 되게 해달라고 부탁하자 조시와 타이가 어울리지 않는다고 말하는 바람에 둘 사이가 갈라진다. "완전히 답이 없는(totally clueless)" 기분이 된 셰어는 자신이 그간 주변인들의 진가를 알아보지 못했으며 조시를 사랑해왔다는 사실을 인지하게 된다.
셰어는 목적 있는 삶을 위한 진지한 노력을 시작하고 피즈모 해변 재난 구호 활동에 앞장선다. 또한 그간 무시했던 트래비스가 본인이 출전하는 스케이트보드 대회에 초대했을 때 이에 응하고, 타이와도 화해한다. 타이는 트래비스와 만나기 시작한다.
모두가 교사 홀과 가이스트의 결혼식에 참석한 가운데 셰어가 부케를 받고 셰어와 조시는 입을 맞춘다.

## 출연
- 얼리샤 실버스톤 - 셰어 호러위츠 역
- 스테이시 대시 - 디온 대븐포트 역
- 브리트니 머피 - 타이 프레이저 역
- 폴 러드 - 조시 루커스 역
- 도널드 페이존 - 머리 듀발 역
- 얼리사 도너번 - 앰버 매리언스 역
- 브레킨 마이어 - 트래비스 버켄스톡 역
- 제러미 시스토 - 엘턴 티샤 역
- 댄 허데이야 - 멜빈 "멜" 호러위츠 역
- 아이다 리나레스 - 루시 역
- 월리스 숀 - 웬들 홀 씨 역
- 트윙크 캐플런 - 토비 가이스트 양 역
- 저스틴 워커 - 크리스천 스토비츠 역
- 줄리 브라운 - 코치 밀리 스토거 역
- 니콜 빌더백 - 서머 한 역
- 제이스 알렉산더 - 강도 역
- 조지프 D. 라이트먼 - 학생 역

## 기타 제작진
- 공동 제작: 배리 M. 버그, 애덤 슈로더
- 협력 제작: 트윙크 캐플런
- 배역: 마샤 로스
- 미술: 스티븐 J. 조던
- 의상: 모나 메이

## 영향
이기 어제일리아가 2014년에 발매한 노래 Fancy 뮤직 비디오에서 영화 속 주요 장면들이 재창조되었다.
도나텔라 베르사체의 2018년 가을 콜렉션에서 영감의 대상이 되었다.

## 우리말 녹음
MBC 성우진 (2001년 11월 17일)
- 박영희 - 셰어 (얼리샤 실버스톤)
- 안지환 - 조시 (폴 러드)
- 윤성혜 - 디온 (스테이시 대시)
- 기경옥 - 타이 (브리트니 머피)
- 황일청 - 아버지 (댄 허데이야)
- 장성호 - 엘턴 (제러미 시스토)
- 박조호 - 머리 (도널드 페이존)
- 이선호 - 가이스트 선생님 (트윙크 캐플런)
- 박태호 - 홀 선생님 (월리스 숀)
- 권혁수 - 크리스천 (저스틴 워커)
- 이상범 - 로런스 (숀 홀랜드)
- 정남 - 앰버 (얼리사 도너번)
- 안정현 - 루시 아줌마(가정부) (아이다 리나레스)
- 김서영
- 배정민
- 이자옥
- 최한
- 표영재

## 같이 보기
- 미국 영화